# Calman Hakker

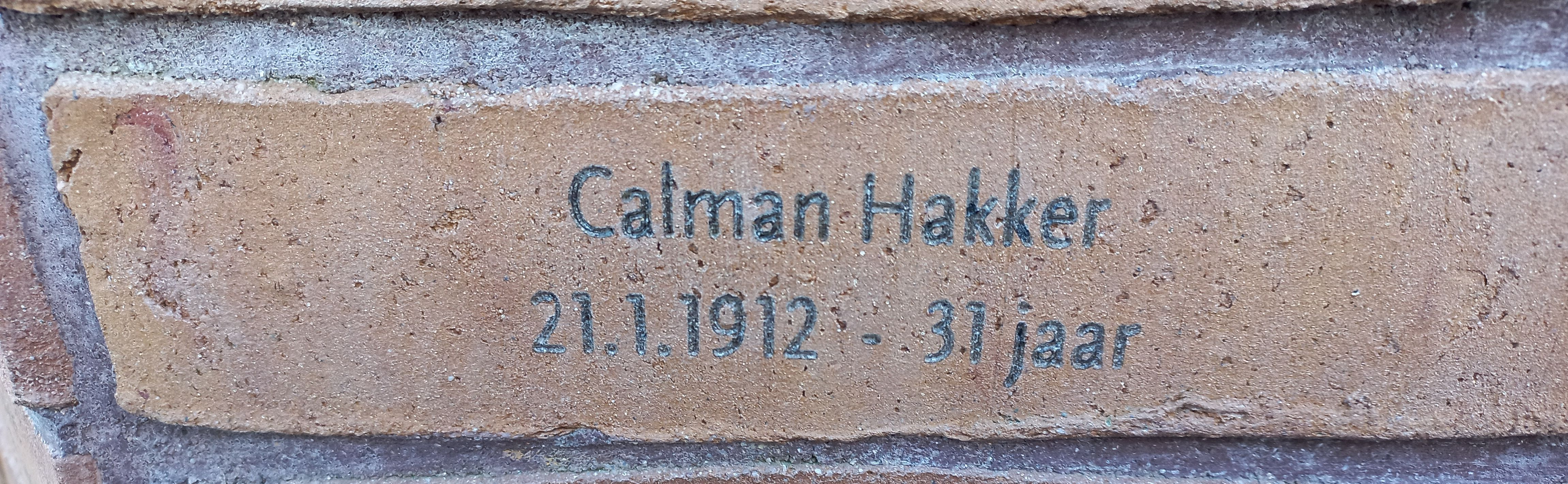
Steen Calman Hakker op Holocaust Namenmonument (april 2024)

Calman Hakker (Den Haag, 21 januari 1912 – Sobibór, 9 juli 1943) was een Nederlands pianist.
Hij was zoon van Lena van der Koot en arbeider/koopman Salomon Hakker. Hijzelf was getrouwd met Branca Montezinos (1909-1943); ze kregen een dochter Lea (1935-1943).
Hakker kreeg rond 1932 een opleiding tot pianist aan het Haags Conservatorium. Nadat op bevel van de Duitse bezetter tijdens Tweede Wereldoorlog  arisering werd doorgevoerd, vond hij even werk bij de oprichting van het Joodsch Orkest in Den Haag. Dat zou vanwege deportatie van orkestleden slechts één concert geven.
Het gehele gezin werd op transport gezet naar Kamp Westerbork en vandaar uit naar Sobibór, waar ze werden omgebracht. Alle de drie de namen zijn opgenomen in het Holocaust Namenmonument.